# 福山佳那
福山 佳那（ふくやま かな、1996年7月8日 - ）は、日本の気象予報士、防災士。日本海テレビ報道記者を経て2022年12月よりウェザーマップ所属。鳥取県出身。

## 人物
鳥取県出身。小さい頃、宮城県に住んでいたことがある。鳥取大学附属中学校、鳥取県立鳥取西高等学校、神戸大学発達科学部人間形成学科卒業。小学・中学・高校時は卓球部、大学時はテニスサークルに所属。
2011年、友人が東日本大震災で被災し、防災に興味を持つようになった。
2017年、神戸大学3年次在学中に出場し、Ms. Campus KOBE 2017グランプリに輝いた。
2018年、平成30年豊中えびす福娘として選出されている。
在学中はサン放送アカデミー受講生として通っていた。
2019年、大学卒業と共に地元山陰へUターン就職する形で日本海テレビジョン放送に入社。同社編成局編成部を経て報道制作局報道部（報道担当）記者となり、山陰地域のニュース取材や現場リポートに携わる。
2020年、第54回気象予報士試験に合格し、気象予報士の資格を取得。
2021年3月29日からは『ニュースevery日本海』の気象予報士に起用されている。
2022年12月をもって日本海テレビを退社した。同月からウェザーマップに所属。2023年1月4日から福岡放送『バリはやッ!』の気象予報士に起用されている。
中学・高校の教員免許を取得している。教科は英語。

## 現在の出演番組
- バリはやッ!（福岡放送、2023年1月4日 - 2025年3月28日）- 気象予報士

## 過去の出演番組

### 日本海テレビ
- 『ニュースevery日本海』報道記者 兼 気象予報士[24]
- 定時ニュース（『NNNストレイトニュース』『news every.サタデー』等のローカル枠。） 報道記者
- 『あした晴れるカナ？』（日本海テレビアプリ）気象予報士
- イチスペ「世界を目指せ！ふるさとから～ある旅行会社の１年～」（2021年8月8日）[25] - ディレクター
- イチスペ「防災最前線（豪雨編）～いま私たちにできること～」（2022年8月7日）[26] - 報道記者・気象予報士・ディレクター